# Kirchdorf (district)
Het politieke district Bezirk Kirchdorf ligt in het centrum de Oostenrijkse deelstaat Opper-Oostenrijk. Het district ligt in het centrum van Oostenrijk. Het ligt ten zuiden van de stad Wels in het zuiden van de deelstaat Opper-Oostenrijk. Het heeft ongeveer 55.000 inwoners. Bezirk Kirchdorf bestaat uit een aantal gemeenten, die hieronder zijn opgesomd. Steden zijn er niet in dit district.

## Gemeenten
1. Edlbach (679)
2. Grünburg (3830)
3. Hinterstoder (1033)
4. Inzersdorf im Kremstal (1833)
5. Kirchdorf an der Krems (4104)
6. Klaus an der Pyhrnbahn (1183)
7. Kremsmünster (6450)
8. Micheldorf in Oberösterreich (5615)
9. Molln (3748)
10. Nußbach (2246)
11. Oberschlierbach (463)
12. Pettenbach (4747)
13. Ried im Traunkreis (2418)
14. Rosenau am Hengstpaß (744)
15. Roßleithen (1836)
16. Schlierbach (2717)
17. Spital am Pyhrn (2274)
18. Sankt Pankraz (390)
19. Steinbach am Ziehberg (854)
20. Steinbach an der Steyr (2029)
21. Vorderstoder (765)
22. Wartberg an der Krems (3016)
23. Windischgarsten (2347)